# Psi Ursae Majoris
Psi Ursae Majoris (Ta Tsun, 52 Ursae Majoris) é uma estrela na direção da constelação de Ursa Major. Possui uma ascensão reta de 11h 09m 39.86s e uma declinação de +44° 29′ 54.8″. Sua magnitude aparente é igual a 3.00. Considerando sua distância de 147 anos-luz em relação à Terra, sua magnitude absoluta é igual a −0.27. Pertence à classe espectral K1III.